# Blue Tiger
Blue Tiger è un film statunitense del 1994 diretto da Norberto Barba.

## Trama
Gena Hayes è una madre single che vede la sua vita distrutta quando suo figlio viene ucciso in una sparatoria tra bande criminali. L’unico indizio che ha per risalire all’assassino è un tatuaggio distintivo sul suo braccio: una tigre blu. Sconvolta dal dolore e determinata a ottenere vendetta, decide di infiltrarsi nel mondo della yakuza, la potente mafia giapponese, per rintracciare l’uomo che le ha portato via tutto.
Nel corso della sua ricerca, Gena si imbatte in un tatuatore legato alla criminalità, che senza saperlo la aiuta ad avvicinarsi sempre di più alla verità. Mentre si addentra nel pericoloso sottobosco criminale, deve affrontare non solo nemici spietati, ma anche i propri conflitti interiori.